# Superdupont
Superdupont és un còmic francès creat el 1972 pel Marcel Gotlib i en Jacques Lob, en col·laboració amb Dominique Vallet, Alexis. És una paròdia tant de Superman com de les actituds nacionals franceses (o, millor dit, la seva percepció caricatural fora i dins de França).

## Historial de publicació
Superdupont va ser publicat originalment a la revista franco-belga Pilote el 21 de setembre, 1972. Les sèries van continuar en Fluide Glacial a partir del 1975, i degut a la mort sobtada de l'Alexis, el Jean Solé es va encarregar del disseny gràfic. Contínuament publicat al llarg dels anys 80 i 90, l'autor principal de les sèries, Lob, es va morir el 1990. Les sèries es van tornar a publicar a l'octubre 2006 en Fluide Glacial.

## El personatge
Superdupont és el fill del soldat desconegut enterrat sota l'Arc de Triomf. És molt patriòtic, a vegades xovinista, i té superpoders que l'ajuden a defendre el país contra una organització secreta anomenada '"Anti-França"', agrupant terroristes que volen destruir França. "Anti-França" és un mot pejoratiu, originalment utilitzat per l'intel·lectual nacionalista Charles Maurras.
Els agents de l'Anti-França són estrangers (no-francesos) i, per tant, parlen l'idioma fictici Anti-francès, una barreja d'anglès, espanyol, italià, rus i alemany. Aquest moviment intenta ridiculitzar la paranoia d'alguns francesos que consideren que els estrangers representen una amenaça per a França.
L'aparença física de Superdupont és una versió superheroica d'un francès caricaturitzat (especialment des del punt de vista Anglosaxo): porta un barret, un jersei ratlles, sabatilles "charentaises", una baguet sota el braç, un cinturó tricolor lligat amb una agulla imperdible, una llarga capa blava. També suporta el patriotisme econòmic, ja que fuma cigarretes Gauloises, beu vi negre, menja formatges francesos i es nega a ser pintat amb tinta xina.
Com Superman, Superdupont pot volar però sembla tenir menys poders que Superman. Afortunadament Superdupont és un mestre de la savate, també coneguda com boxe française ("boxa francesa"), que li dona una superioritat contra els seus oponents.

## Publicacions

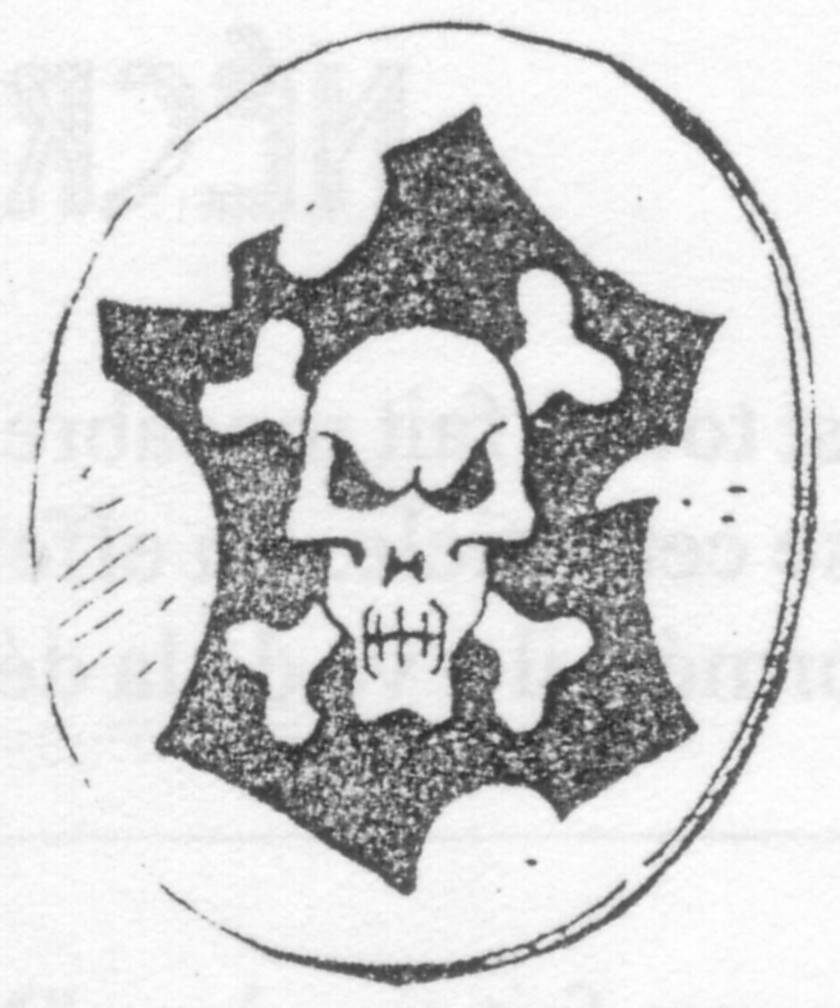
Logo de l'associació fictícia Anti-France.

- Tome 1 : Superdupont (per Jacques Lob, Gotlib i Alexis)
- Tome 2 : Amour et forfaiture (per Jacques Lob, Gotlib i Solé)
- Tome 3 : Opération Camembert (per Jacques Lob, Gotlib i Solé)
- Tome 4 : Oui nide Iou (per Jacques Lob, Gotlib, Alexis, Solé, Daniel Goossens, Neal Adams i Coutelis)
- Tome 5 : Les âmes noires (per Jacques Lob, Gotlib, Alexis, Solé)
- Tome 6 : Superdupont pourchasse l'ignoble (per Marcel Gotlib, Lefred-Thouron, Solé)